# Данильчин Кут
Данильчин Кут — село в Україні, у Валківській міській громаді Богодухівського району Харківської області. Населення становить 50 осіб. До 2020 орган місцевого самоврядування — Кобзарівська сільська рада.

## Географія
Село Данильчин Кут знаходиться за 5 км від м. Валки, примикає до села Катричівка, за 1 км село Кобзарівка. До села примикають лісові масиви ліс Казенний і ліс Поштовий.

## Історія
Під час організованого радянською владою Голодомору 1932—1933 років померло щонайменше 10 жителів села.
12 червня 2020 року, розпорядженням Кабінету Міністрів України № 725-р «Про визначення адміністративних центрів та затвердження територій територіальних громад Харківської області», увійшло до складу Валківської міської громади.
19 липня 2020 року, в результаті адміністративно-територіальної реформи та ліквідації Валківського району, село увійшло до складу Богодухівського району.